# Maine Nordiques (1973–1977)
Maine Nordiques var en ishockeyklubb i  Lewiston i delstaten Maine i USA. Laget spelade i NAHL, och hemmamatcherna var förlagda till i Central Maine Youth Center. Laget var farmarlag till Quebec Nordiques i WHA. 

### Fotnoter
1. ↑  ”Maine Nordiques” (på engelska). Hockey DB. Arkiverad från originalet den 22 maj 2014. https://web.archive.org/web/20140522181306/http://www.hockeydb.com/stte/maine-nordiques-6717.html. Läst 22 maj 2014.
2. ↑  ”1973-1977 Maine Nordiques” (på engelska). Fun While It Lasted. http://www.funwhileitlasted.net/tag/maine-nordiques/. Läst 22 maj 2014.